# 近无柄金丝桃
近无柄金丝桃（学名：Hypericum subsessile）为藤黄科金丝桃属下的一个种。

## 扩展阅读
- 維基物種上的相關：近无柄金丝桃